# Mordellochroa pulchella
Mordellochroa pulchella là một loài bọ cánh cứng trong họ Mordellidae. Loài này được Mulsant & Rey miêu tả khoa học năm 1859.